# Pilota d'Or 2019
El premi Pilota d'Or 2019 (en francès: Ballon d'Or 2019) fou la 64a edició del premi Pilota d'Or, atorgat per la revista France Football en reconeixement dels millors futbolistes del món de 2019.
El 21 d'octubre, France Football va publicar la llista dels 30 jugadors que optaven a guanyar el guardó.
El premi es va lliurar el 2 de desembre de 2019 a París i va ser guanyat per Lionel Messi. Per a l'argentí va ser el sisè èxit, un rècord absolut en la història del reconeixement; l'havia ja guanyat anteriorment en les edicions de 2009, 2010, 2011, 2012 i 2015.
El Pilota d'Or femení el va guanyar Megan Rapinoe, mentre que el Trofeu Kopa el va guanyar Matthijs de Ligt. Per primera vegada es va atorgar el Trofeu Jašin, reservat al millor porter del món i guanyat per Alisson.
L'edició de 2020 no se celebraria, a causa de la Pandèmia de Coronavirus Covid-19.

## Pilota d'Or
| Lloc | Jugador                   | Club(s)                        | Punts |
| ---- | ------------------------- | ------------------------------ | ----- |
| 1    | Lionel Messi              | FC Barcelona                   | 686   |
| 2    | Virgil Van Dijk           | Liverpool                      | 679   |
| 3    | Cristiano Ronaldo         | Juventus                       | 476   |
| 4    | Sadio Mané                | Liverpool                      | 347   |
| 5    | Mohamed Salah             | Liverpool                      | 178   |
| 6    | Kylian Mbappé             | Paris Saint-Germain            | 89    |
| 7    | Alisson Becker            | Liverpool                      | 67    |
| 8    | Robert Lewandowski        | Bayern de Múnic                | 44    |
| 9    | Silva                     | Manchester City                | 41    |
| 10   | Riyad Mahrez              | Manchester City                | 33    |
| 11   | Frenkie De Jong           | Ajax FC Barcelona              | 31    |
| 12   | Raheem Sterling           | Manchester City                | 30    |
| 13   | Eden Hazard               | Chelsea FC Reial Madrid        | 25    |
| 14   | Kevin De Bruyne           | Manchester City                | 14    |
| 15   | Matthijs de Ligt          | Ajax Juventus                  | 13    |
| 16   | Sergio Agüero             | Manchester City                | 12    |
| 17   | Roberto Firmino           | Liverpool                      | 11    |
| 18   | Antoine Griezmann         | Atlètic de Madrid FC Barcelona | 9     |
| 19   | Trent Alexander-Arnold    | Liverpool                      | 8     |
| 20   | Pierre-Emerick Aubameyang | Arsenal                        | 5     |
| 20   | Dušan Tadić               | Ajax                           | 5     |
| 21   | Son Heung-min             | Tottenham                      | 4     |
| 22   | Hugo Lloris               | Tottenham                      | 3     |
| 23   | Kalidou Koulibaly         | Napoli                         | 2     |
| 23   | Marc-André ter Stegen     | FC Barcelona                   | 2     |
| 24   | Thomas Müller             | Bayern de Múnic                | 0     |
| 24   | Manuel Neuer              | Bayern de Múnic                | 0     |
| 24   | Sergio Ramos              | Reial Madrid                   | 0     |

## Pilota d'Or Femenina
Megan Rapinoe va guanyar la Pilota d'Or Femenina 2019 a la millor jugadora del món.
| Posició | Jugadora            | Club(s)                   | Punts |
| ------- | ------------------- | ------------------------- | ----- |
| 1       | Megan Rapinoe       | Reign FC                  | 230   |
| 2       | Lucy Bronze         | Lyon                      | 94    |
| 3       | Alex Morgan         | Orlando Pride             | 68    |
| 4       | Ada Hegerberg       | Lyon                      | 67    |
| 5       | Vivianne Miedema    | Arsenal                   | 38    |
| 6       | Wendie Renard       | Lyon                      | 32    |
| 7       | Sam Kerr            | Chicago Red Stars Chelsea | 27    |
| 8       | Rose Lavelle        | Washington Spirit         | 19    |
| 9       | Ellen White         | Manchester City           | 18    |
| 10      | Dzsenifer Marozsán  | Lyon                      | 16    |
| 11      | Amandine Henry      | Lyon                      | 13    |
| 12      | Sari van Veenendaal | Atlético de Madrid        | 13    |
| 13      | Tobin Heath         | Portland Thorns           | 11    |
| 14      | Pernille Harder     | VfL Wolfsburg             | 10    |
| 14      | Lieke Martens       | FC Barcelona              | 10    |
| 16      | Kosovare Asllani    | Tacón                     | 6     |
| 16      | Nilla Fischer       | Linköping                 | 6     |
| 16      | Marta               | Orlando Pride             | 6     |
| 19      | Sofia Jakobsson     | Tacón                     | 4     |
| 20      | Sarah Bouhaddi      | Lyon                      | 0     |

## Trofeu Kopa
Matthijs de Ligt va guanyar el Trofeu Kopa 2019 al millor jugador del món menor de 21 anys.
| Posició | Jugador          | Club(s)                      | Punts |
| ------- | ---------------- | ---------------------------- | ----- |
| 1       | Matthijs de Ligt | AFC Ajax Juventus FC         | 58    |
| 2       | Jadon Sancho     | Borussia Dortmund            | 49    |
| 3       | João Félix       | SL Benfica Atlètic de Madrid | 41    |
| 4       | Vinícius Júnior  | Reial Madrid                 | 17    |
| 5       | Andriy Lunin     | CD Leganés Reial Valladolid  | 9     |
| 6       | Matteo Guendouzi | Arsenal FC                   | 5     |
| 6       | Kai Havertz      | Bayer Leverkusen             | 5     |
| 8       | Moise Kean       | Juventus FC Everton FC       | 3     |
| 9       | Samuel Chukwueze | Vila-real CF                 | 1     |
| 9       | Lee Kang-in      | València CF                  | 1     |

## Trofeu Iaixin
Alisson va guanyar el trofeu inaugural Iaixin com al millor porter del món el 2019.
| Posició | Jugador               | Club(s)              | Punts |
| ------- | --------------------- | -------------------- | ----- |
| 1       | Alisson               | Liverpool FC         | 795   |
| 2       | Marc-André ter Stegen | FC Barcelona         | 284   |
| 3       | Ederson               | Manchester City FC   | 142   |
| 4       | Jan Oblak             | Atlètic de Madrid    | 131   |
| 5       | Hugo Lloris           | Tottenham Hotspur FC | 80    |
| 6       | Manuel Neuer          | Bayern de Múnic      | 52    |
| 7       | André Onana           | AFC Ajax             | 41    |
| 8       | Kepa Arrizabalaga     | Chelsea FC           | 29    |
| 9       | Wojciech Szczęsny     | Juventus FC          | 24    |
| 10      | Samir Handanović      | Inter de Milà        | 6     |